# Myrceugenia bracteosa
Myrceugenia bracteosa är en myrtenväxtart som först beskrevs av Dc., och fick sitt nu gällande namn av Carlos Maria Diego Enrique Legrand och Eberhard Max Leopold Kausel. Myrceugenia bracteosa ingår i släktet Myrceugenia och familjen myrtenväxter. IUCN kategoriserar arten globalt som sårbar. Inga underarter finns listade i Catalogue of Life.